# لوسي كوه
لوسي كوه (بالإنجليزية: Lucy H. Koh)‏ هي قاضية ومحامية أمريكية، ولدت في 7 أغسطس 1968 في واشنطن العاصمة في الولايات المتحدة.